# U WAVE 2 FRE-QUEN-CY
『U WAVE 2 FRE-QUEN-CY』（ユー・ウェイブ ツー フレー・クエン・シー）は2010年7月14日にM-TRESから発売されたU WAVE（宇都宮隆のプロジェクト）の2ndオリジナル・アルバム。

## 概要
U WAVE名義としては2006年発売の『U WAVE』以来3年10か月ぶりとなる作品。
既に音楽配信が行われていた楽曲の中から5曲、3rdシングル「Beat call the moment」から2曲、新曲5曲、リミックス1曲を加えた、全13曲で構成されている。
前作以降に配信限定でリリースされた楽曲のうち、ライブ音源を除くと「テラ」のみ本作には未収録である。
2曲目の「Wave of memories」は発売前の6月28日に先行で配信された。
アルバムの作詞には森雪之丞の他に、Sound HorizonのRevo、畑亜貴などが参加した。
ファンクラブ限定盤のみDVDが付属された。

## 収録曲
| #         | タイトル                                           | 作詞                 | 作曲       | 編曲                 | 時間  |
| --------- | -------------------------------------------------- | -------------------- | ---------- | -------------------- | ----- |
| 1.        | 「Last Voyage」                                    | 田中花乃             | 土橋安騎夫 | 土橋安騎夫           | 4:06  |
| 2.        | 「Wave of memories」                               | Revo                 | 石井妥師   | 土橋安騎夫           | 4:50  |
| 3.        | 「come back to us」                                | 田中花乃             | 土橋安騎夫 | 土橋安騎夫           | 4:05  |
| 4.        | 「always」                                         | 田中花乃             | 野村義男   | 土橋安騎夫           | 4:26  |
| 5.        | 「My Missing Rose」                                | 森雪之丞             | 石井妥師   | 土橋安騎夫           | 4:59  |
| 6.        | 「Smoky Woman -another mix-」                      | 森雪之丞             | 石井妥師   | 土橋安騎夫           | 4:46  |
| 7.        | 「notice」                                         | 田中花乃             | 土橋安騎夫 | 土橋安騎夫           | 3:34  |
| 8.        | 「ISOLATION」                                      | 森雪之丞             | 土橋安騎夫 | 土橋安騎夫           | 5:06  |
| 9.        | 「12個のkeynote」                                  | 田中花乃             | 土橋安騎夫 | 土橋安騎夫           | 4:40  |
| 10.       | 「Innocent Cloud」                                 | 森雪之丞、日永沙絵子 | 土橋安騎夫 | 土橋安騎夫           | 4:08  |
| 11.       | 「Luna」                                           | Revo                 | 石井妥師   | 土橋安騎夫、石井妥師 | 4:08  |
| 12.       | 「Beat call the moment」                           | 畑亜貴               | 土橋安騎夫 | 土橋安騎夫           | 3:55  |
| 13.       | 「IDDD 〜International Direct Distance Dialing〜」 | 森雪之丞、石井妥師   | 土橋安騎夫 | 土橋安騎夫           | 3:48  |
| 合計時間: | 合計時間:                                          | 合計時間:            | 合計時間:  | 合計時間:            | 56:31 |